# Liga ASOBAL 2000–01
Liga ASOBAL 2000–01-sæsonen var den 11. siden ligaens etablering. I alt 14 klubber deltog i ligaen i denne sæson.

## Turneringsstruktur
I denne sæson mødte man hver modstander én gang ude og én gang hjemme gennem 26 runder. Det hold, der havde optjent flest point, vandt mesterskabet.

## Hold
|    | Hold                    | K  | V  | U | T  | M+  | M-  | Diff. | Pts |
| -- | ----------------------- | -- | -- | - | -- | --- | --- | ----- | --- |
| 1  | Caja España Ademar León | 26 | 22 | 2 | 2  | 750 | 613 | 137   | 46  |
| 2  | Barcelona               | 26 | 22 | 1 | 3  | 790 | 620 | 170   | 45  |
| 3  | Portland San Antonio    | 26 | 16 | 2 | 8  | 697 | 670 | 27    | 34  |
| 4  | Gáldar                  | 26 | 15 | 3 | 8  | 725 | 673 | 52    | 33  |
| 5  | Ciudad Real             | 26 | 15 | 2 | 9  | 645 | 642 | 3     | 32  |
| 6  | Valladolid              | 26 | 13 | 3 | 10 | 747 | 722 | 25    | 29  |
| 7  | KH-7 Granollers         | 26 | 12 | 4 | 10 | 620 | 602 | 18    | 28  |
| 8  | Bidasoa                 | 26 | 11 | 1 | 14 | 616 | 651 | –35   | 23  |
| 9  | Cantabria               | 26 | 9  | 1 | 16 | 643 | 689 | –46   | 19  |
| 10 | Altea                   | 26 | 7  | 4 | 15 | 590 | 643 | –53   | 18  |
| 11 | Pilotes Posada          | 26 | 8  | 2 | 16 | 619 | 661 | –42   | 18  |
| 12 | Valencia Airtel         | 26 | 7  | 3 | 16 | 671 | 720 | –49   | 17  |
| 13 | Frogorificos Morrazo    | 26 | 7  | 1 | 18 | 595 | 668 | –73   | 15  |
| 14 | Garbel Zaragoza         | 26 | 3  | 1 | 22 | 600 | 734 | –134  | 7   |

|  | EHF Champions League |
|  | EHF Cup Winners' Cup |
|  | EHF Cup              |
|  | diskvalificeret      |

| Vinder af Liga ASOBAL 2000-01        |
| ------------------------------------ |
| Caja España Ademar León Første titel |

## Topscorere
| Spiller            | Mål | Hold                    |
| ------------------ | --- | ----------------------- |
| Julio Muñoz        | 147 | Gáldar                  |
| Alberto Entrerríos | 144 | Caja España Ademar León |
| Mladen Bojinović   | 119 | Bidasoa                 |